# Callionima denticulata
Callionima denticulata är en fjärilsart som beskrevs av William Schaus 1895. Callionima denticulata ingår i släktet Callionima och familjen svärmare. Inga underarter finns listade i Catalogue of Life.